# 藤岡信勝
藤岡 信勝（ふじおか のぶかつ、1943年10月21日 - ）は、日本の教育学者・教育評論家。専門は、社会科教育学・ディベート教育。
新しい歴史教科書をつくる会顧問。産経新聞正論メンバー。元東京大学、拓殖大学教授。元日本共産党員。北海道川上郡標茶町出身。

## 経歴
1943年10月、北海道岩見沢市生まれ。川上郡標茶町で育つ。
1962年3月、北海道標茶高校卒業後、1962年4月、北海道大学教養部文類入学。1963年、日本共産党入党。1966年3月、北海道大学教育学部卒業。1971年3月、北海道大学大学院教育学研究科博士課程単位取得退学。北大時代を恵迪寮で過ごす。
1971年11月、名寄女子短期大学（現名寄市立大学短期大学部）専任講師。1979年10月、北海道教育大学釧路分校助教授。1981年4月、東京大学教育学部助教授。1991年6月 東京大学教育学部教授。
1997年1月、新しい歴史教科書をつくる会（以下つくる会）を共同で創設。
2002年4月、東京大学大学院教育学研究科教授（総合教育科学専攻て学校教育開発学講座・教材開発学開発研究分野）。2004年4月、拓殖大学日本文化研究所教授。
2007年5月、つくる会会長就任。
2009年3月、拓殖大学を退職。
2011年8月、つくる会理事。2015年10月、つくる会副会長就任。
2025年5月、つくる会顧問。

## 人物

### キリストの幕屋との関係
- 新興宗教「キリストの幕屋」は少なくとも2001年頃までは藤岡を講師に招いて全国で講演会を開催していた[1]。
- 「キリストの幕屋」が「つくる会」と関係を強めたことや「つくる会」の集会に信者を大量動員していたことはよく知られている[2][3]。これは、「つくる会」の種子島経元会長(元副会長、元理事、元日本BMW会長)が「幕屋」の関係者だったことが大きいようである[4]。その他にも、「つくる会」の有田正作が「幕屋」の熱烈な信者であることが知られている[1]。

### 統一教会およびキリストの幕屋との関係
- 2007年12月27日、藤岡は統一教会の機関誌「世界日報」に寄稿した[5]。記事は世界日報の1面トップに掲載された[5]。
- ジャーナリストの有田芳生は2010年4月20日、ツイッターに【「新しい歴史教科書をつくる会」（西尾幹二元会長、藤岡信勝会長）を支えた「キリストの幕屋」手島千代子前代表が亡くなっていた。葬儀には西尾、藤岡氏や統一教会関係者も参列。（中略）「つくる会」最盛期には１万人会員の半数が信者。『国民の歴史』が売れた背景だ。】と投稿した。
- 2007年7月に藤岡は八木秀次を名誉毀損で訴え、さらに、2012年にも藤岡および「つくる会」は八木秀次に対し盗作疑惑を告発し話し合いを開始した[6][7]。その際、藤岡の代理人となった弁護士は統一教会の顧問弁護士であり、東大法学部在籍時に統一教会の学生団体である原理研究会（CARP）へ入り、大学卒業時に合同結婚式を受けたとされる人物だった[6][8][9][10][11]。
- 2024年4月6日、世界日報に「【特報】教科書検定　国の歴史に愛情を　改正基本法を反映せよ　新しい歴史教科書をつくる会　藤岡信勝副会長に聞く」というタイトルのインタビュー記事が掲載された[12]。

### 幸福の科学との関係
- 新興宗教「幸福の科学」の機関紙「ザ・リバティ」2012年12月号に、藤岡のインタビュー記事が掲載された[13]。
- 2015年9月、藤岡は、釈量子（「幸福の科学」の政治団体「幸福実現党」党首）、高橋史朗と座談会を行なった[14][15]。座談会の内容は「幸福の科学」の機関紙「ザ・リバティ」2015年11月号に掲載された[14][15]。
- 2015年12月8日、幸福実現党党首の釈量子は藤岡とともに、幸福実現党党本部にて「ユネスコ記憶遺産『南京』登録で重大な問題が発覚した件」に関する記者会見を行なった[16]。

### 参政党との関係
参政党について、「教育を重点政策とし、歴史教科書問題にも地道に取り組んできた」と評価している。2024年には、参政党の地方議員が主催した歴史教科書問題や教科書採択問題に関する学習会に10か所で関与し、歴史教科書問題に組織的に取り組んでいるのは参政党だけだと述べている。また、新しい歴史教科書をつくる会の研修ツアーでは、40名のツアーバス参加者のうち半数以上が議員で、その多くが参政党の地方議員であったという。藤岡は参政党の公式YouTube番組にも出演し、自虐史観について言及している。
2025年の参院選後、産経新聞「正論」に寄稿し、参政党の躍進や候補者の「正しい歴史観」を称賛した。

## 活動

### 「民青」としての活動
学生時代は左翼の運動に傾倒した。小学校6年のときに姉からもらった『世界大百科事典』（平凡社）をノートに写して勉強していたが「その百科事典の近現代史関係項目を執筆していたのは、遠山茂樹という歴史学者をリーダー格とする『講座派』といわれる共産党系グループの学者たちだったんです」「中学二年の時に姉が『お前はそういうことに関心があるようだから』と引き合わせてくれた高校の日本史の先生がやはり共産党の方で、その先生に大きな影響を受けました」と語っている。
1962年、当時ソビエト教育学の拠点 だった北海道大学教育学部に入学すると、共産党傘下の民青系に属し「労働問題研究会」でソ連共産党中央委員会編の『ソ連邦共産党史』を読んだりしたという。2年生だった1963年に共産党に入党した。
妻は、北海道教育大学学長で共産党員の教育学者の舩山謙次の娘。舩山の妻、舩山しんは新日本婦人の会札幌協議会代表を務めるなど共産党系の運動で活躍した。舩山謙次の兄、舩山信一はマルクス主義の学者で、治安維持法違反で検挙されたことがある。
|          |          |          |          |          |          |          |          |          |          |          |          |          |          |    |    |    |    |    |    |          |          |          |          |          |          |  |  |
|          |          |          |          |          |          |          |          |          |          |          |          |          |          |    |    |    |    |    |    |          |          |          |          |          |          |  |  |
| 舩山信一 | 舩山信一 | 舩山信一 | 舩山信一 | 舩山信一 | 舩山信一 |          |          | 舩山謙次 | 舩山謙次 | 舩山謙次 | 舩山謙次 | 舩山謙次 | 舩山謙次 |    |    |    |    |    |    | 舩山しん | 舩山しん | 舩山しん | 舩山しん | 舩山しん | 舩山しん |  |  |
| 舩山信一 | 舩山信一 | 舩山信一 | 舩山信一 | 舩山信一 | 舩山信一 |          |          | 舩山謙次 | 舩山謙次 | 舩山謙次 | 舩山謙次 | 舩山謙次 | 舩山謙次 |    |    |    |    |    |    | 舩山しん | 舩山しん | 舩山しん | 舩山しん | 舩山しん | 舩山しん |  |  |
|          |          |          |          |          |          |          |          |          |          |          |          |          |          |    |    |    |    |    |    |          |          |          |          |          |          |  |  |
|          |          | 藤岡信勝 | 藤岡信勝 | 藤岡信勝 | 藤岡信勝 | 藤岡信勝 | 藤岡信勝 |          |          |          |          |          |          | 妻 | 妻 | 妻 | 妻 | 妻 | 妻 |          |          |          |          |          |          |  |  |
|          |          | 藤岡信勝 | 藤岡信勝 | 藤岡信勝 | 藤岡信勝 | 藤岡信勝 | 藤岡信勝 |          |          |          |          |          |          | 妻 | 妻 | 妻 | 妻 | 妻 | 妻 |          |          |          |          |          |          |  |  |

### 保守派への転身
1991年に米国に渡る。湾岸戦争を契機に、「一国平和主義」を脱し、司馬遼太郎の著作や渡米体験を通じて冷戦終結後の新しい日本近代史観確立の必要性を感じたという。帰国後に保守派に転向した。1994年4月から雑誌『社会科教育』（明治図書）誌上で「『近現代史』の授業をどう改造するか」の連載を始め、教科書の南京大虐殺の記述に異議を唱えた。この連載に共鳴した高橋史朗や日本青年協議会のメンバーと「自由主義史観研究会」を発足させる。1995年10月、自由主義史観研究会の機関誌『「近現代史」の授業改革』（明治図書）を創刊。
1995年6月自由主義史観研究会が主催する南京事件をめぐるパネルディスカッションで、秦郁彦から慰安婦問題を取り上げることをサジェストされ、慰安婦問題に取組むきっかけになった。
「自由主義史観研究会」の活動に目をつけた産経新聞社は藤岡たちに働きかけ、1996年1月15日、産経新聞のオピニオン面に「教科書が教えない歴史」の連載がスタートした。同年8月10日、自由主義史観研究会との共著名義で、連載をまとめた『教科書が教えない歴史』（発行：産経新聞ニュースサービス、発売：扶桑社）を出版。
同年12月2日、西尾幹二ら有志と「新しい歴史教科書をつくる会」（略称：つくる会）の結成記者会見を赤坂東急ホテルで開いた。西尾が「この度、検定を通過した7社の中学教科書は、証拠不十分のまま従軍慰安婦の強制連行説をいっせいに採用した」との声明を発表。声明文には藤岡、西尾、小林よしのり、坂本多加雄、高橋史朗、深田祐介、山本夏彦、阿川佐和子、林真理子の計9人が呼びかけ人として名を連ねた。「つくる会」は1997年1月30日の結成総会をもって正式に発足。前述の『教科書が教えない歴史』は全4巻出版され、ベストセラーとなった。
2007年から2011年にかけて、つくる会の会長を務めた。
2005年、フジサンケイグループ正論大賞受賞。2007年7月には日本文化チャンネル桜が中心となって在日アメリカ大使館に手渡した「米下院121号決議全面撤回を求める抗議書」に賛同者として名を連ねる。映画『南京の真実』の賛同者である。
2012年8月29日、安倍晋三が前日に森喜朗を訪ね、自民党総裁選への出馬の意向を伝えたことが報道で明らかとなった。同年9月5日、三宅久之、長谷川三千子、金美齢など保守系の著名人28人は「安倍晋三総理大臣を求める民間人有志の会」を発足させ、安倍の事務所に赴き、出馬要請をした。その後、藤岡もグループに加入し、メンバーは計37人となった。9月26日、総裁選が実施され、安倍が当選した。
2015年4月には、和田政宗、田沼隆志と共に村山談話の作成実態を解明するための検証プロジェクトチームを立ち上げた。
2019年公開の慰安婦問題を扱ったドキュメンタリー映画『主戦場』に出演した。

## 評価
- 歴史を研究する際は、あくまでイデオロギーからは離れるべきで、一方を悪玉、他方を善玉というレッテル貼りをする研究では真実を見失うとしている[いつ?]。これについて井沢元彦はまさにその通りだと藤岡を評価し、藤原彰のように近現代史の学者はイデオロギーで研究結果を出してしまう人が多いと述べている[39]。一方で、著書『歴史人物シリーズ 高杉晋作』に関して、「確証された史実のみで書き綴ると」「無味乾燥になってしまう」から「私は、許されるウソは書いてもよい、許されないウソはなるべく書かない、という方針で執筆を続けることにした。」と述べている[40]。
- 米軍史ニュースサイトのWar History Onlineは、近年の日本のナショナリスト運動は、第二次世界大戦中の日本の歴史を消毒しようとしている」と、藤岡らの主張を「不吉な歴史修正主義者」として批判し、それを書き直すことは、歴史を生きてきた人々を侮辱することだと批判した[41]。
- 東京大学教育学部で9年間同僚だった元学部長の佐藤学は、藤岡は1991年に文部省の在外研究員として渡米するにあたって「アメリカの教室におけるナショナリズムを、文化人類学の方法で研究して1年で学位論文を書く」と言っていたが、挫折して帰国した。「自虐的な日本人ということが語られるのはその頃からです。けれども、僕から見ると、彼のほうがよっぽど自虐的です。ロシアやアメリカの陰謀説に自分自身の歴史や日本の歴史を重ねてしまっている。戦後の日本人の一部が抱き続けた報復感（ルサンチマン）と屈辱感が凝縮して表れていると思えてしかたがない」などと語っている[42]。
- 二十数年来の付き合いがあった教育学者板倉聖宣は、藤岡が著書『近現代史教育の改革―善玉・悪玉史観を超えて』で「板倉氏が、湾岸戦争の一時期、イラクのサダム・フセインをアラブ解放の旗手であるかのようにあつかう発言をされた。これは私には、まったく意外なことであった」と書いた[43] ことに対し、そのような発言はしていないと反論している[44]。

## 騒動

### ジー・オーグループ損害賠償訴訟騒動
1997年頃にジー・オーグループ社長の大神源太から社員研修に講演の依頼があり、藤岡の著作に心酔していたという社長に請われ、「こうしたミニコミ雑誌でもそこに読者がいる限り、機会が与えられたなら教科書問題を訴える機会として活用するのが自分の使命ではないか」と考えグループが発行する広報誌に連載を行っていた。しかし、2002年にグループによるマルチまがい商法の被害が問題化し、グループは経営破綻した。被害者弁護団は藤岡に対し、藤岡の論文が掲載されていたことから会社を信用し損害を被ったとして損害賠償を求めて提訴した。ジー・オーグループは、詐欺事件が発覚するまでに日本テレビとテレビ朝日でも商品のコマーシャルを流しており、藤岡も会社の正確について何の疑問も持たなかったという。損害賠償訴訟についても投資勧誘の雑誌だとは知らなかったと説明している。しかし、10月11日付けの週刊朝日に「東大『有名』教授の不覚」などと題する藤岡の責任を問う記事が掲載された。「弁護団が被害者をあおる手段としたものと疑わざるを得ない」と感じた藤岡が弁護団が開設していたホームページをみると弁護団は春から藤岡を訴えるべく被害者の中から原告を募集していたという。藤岡は被害者弁護団団長の山口広について「左翼悪徳弁護士」と非難「私に打撃を与え、歴史教科書運動を潰そうとする政治目的に発する訴訟であることは間違いない。そうでなければ、こんな根拠薄弱な、とうてい勝ち目のない無理な訴訟を起こすはずがない。」と述べており、マスコミに対しても以下のコメントを出している。
「少数でも読者がいる限り歴史教科書問題を訴えたいと執筆を引き受けた。投資勧誘の雑誌だとは全く知らず、商品のコマーシャルを放映した二つのテレビ局の審査もパスするほど偽装していて気付かなかった。私に法的責任はない。政治目的による訴訟の可能性が高く、訴訟自体に疑問がある」
東京地裁は2004年、「冊子の投資広告から読者に不測の損害が生じるとは予見不可能、被告にその義務もない」として請求を棄却した。

## 著作

### 単著
- 『授業づくりの発想』（1989年、日本書籍）
- 『教材づくりの発想』（1991年、日本書籍）
- 『社会認識教育論』（1991年、日本書籍）
- 『近現代史教育の改革 善玉・悪玉史観を超えて』（1996年、明治図書出版）
  - 改題『自由主義史観とは何か』（PHP文庫、1997年）
- 『汚辱の近現代史 いま、克服のとき』（1996年、徳間書店）のち徳間文庫
- 『「自虐史観」の病理』（1997年、文藝春秋）のち文春文庫
- 『高杉晋作 誇りと気概に生きた幕末の風雲児』（1997年、明治図書出版）
- 『呪縛の近現代史 歴史と教育をめぐる闘い』（1999年、徳間書店）
- 『教科書採択の真相 かくして歴史は歪められる』（2005年、PHP新書）
- 『国難の日本史』（2015年、新版2022年、ビジネス社）
- 『教科書抹殺 文科省は「つくる会」をこうして狙い撃ちした』（2020年、飛鳥新社）
- 『教科書検定崩壊！』（2021年、飛鳥新社）
- 『【新装版】国難の日本史』ビジネス社、2022年8月

### 共編著
- 『ストップモーション方式による1時間の授業技術 小学社会シリーズ』（1988年、日本書籍）
- 『同・中学校社会科シリーズ』石井郁男共編（1989年、日本書籍）
- 『同・理科シリーズ』左巻健男共編（1990年、日本書籍）
- 名雪清治『社会科で「地域」を教える 往復書簡による授業研究』（1989年、明治図書出版）
- 『ストップモーション方式による1時間の授業技術 小学国語シリーズ』鶴田清司共編（1994年、日本書籍）
- 『教室ディベート入門事例集 「議論の文化」を育てる』（1994年、学事出版）
- 『文学教材の指導法 読み研方式・一読総合法・新分析批評の徹底比較』 阿部昇共編著（1995年、学事出版）
- 『教科書が教えない歴史 1-4』（1996－97年、自由主義史観研究会 産経新聞ニュースサービス）、扶桑社文庫、1999年
- 『歴史ディベート「大東亜戦争は自衛戦争であった」』（1996年、明治図書出版）、のち徳間文庫
- 西尾幹二『国民の油断 歴史教科書が危ない!』（1996年、PHP研究所）、のちPHP文庫
- 濤川栄太『歴史の本音』（1997年、扶桑社）
- 井沢元彦『NOといえる教科書 真実の日韓関係史』（1998年、祥伝社）
- 『教科書が教えない東南アジア‐タイ・マレーシア・インドネシア編』（1999年、扶桑社）
- 東中野修道『「ザ・レイプ・オブ・南京」の研究 中国における「情報戦」の手口と戦略』（1999年、祥伝社）
- 『歴史教科書を格付けする 2000年度版』自由主義史観研究会（2000年、徳間書店）
- 小宮宏『教科書が教えない歴史人物　高杉晋作、坂本龍馬』（2001年、扶桑社文庫）
- 『新しい歴史教科書を「つくる会」が問う日本のビジョン』（2003年、扶桑社）
- 『これだけは譲れない歴史教科書10の争点 新しい歴史教科書をつくる会』（2005年、徳間書店）
- 『国境の島を発見した日本人の物語 教科書が教えない領土問題』自由主義史観研究会共編著（祥伝社、2012年）
- 和田政宗、藤井実彦、田沼隆志『村山談話 20年目の真実』（2015年8月、イースト・プレス〈イースト新書〉、ISBN 9784781650548）
- 『通州事件 日本人はなぜ虐殺されたのか』三浦小太郎共編著（2017年7月、勉誠出版）
- 『「正定事件」の検証─カトリック宣教師殺害の真実』峯崎恭輔:著, 藤岡信勝:解題、並木書房、2017年12月
- 『新聞が伝えた通州事件』（2022年、三浦小太郎・但馬オサム・石原隆夫共編、集広舎）
- 『大東亜戦争で〝3000万人〟虐殺の大嘘　『ジャパンズ・ホロコースト』の正体：日米19人の研究者が徹底論破』藤岡信勝:編著、ハート出版、2025年7月

### 翻訳
- 『慰安婦性奴隷説をラムザイヤー教授が完全論破』J・マーク・ラムザイヤー:著、ハート出版、2023年12月